# Marko Kitti
Marko Kitti (født 1970 i Turku) en finsk forfatter.

## Ekstern kilde/henvisning
- Marko Kitti Official site Arkiveret 1. august 2015 hos  Wayback Machine
- Arator Arkiveret 15. juni 2019 hos  Wayback Machine